# فيرنر بوتا
فيرنر بوتا (بالإنجليزية: Werner Botha)‏ هو عداء سريع جنوب أفريقي، ولد في 31 يناير 1978.

## وصلات خارجية
- فيرنر بوتا على موقع الاتحاد الدولي لألعاب القوى (الإنجليزية)
- فيرنر بوتا على موقع أوليمبيديا (الإنجليزية)